# Ипотечные ценные бумаги
Ипотечные ценные бумаги (англ. Mortgage-Backed Securities - MBS) — долговые ценные бумаги, рефинансируемые с помощью обязательств по одному или нескольким ипотечным кредитам. Процентные выплаты и выплаты по основной сумме долга по таким ценным бумагам производятся из средств, полученных по обеспечивающим кредитам.
Ипотечные ценные бумаги (др.-греч. ὑποϑήκη ― залог, наставление) ― разновидность вторичных ценных бумаг, служащих универсальным инструментом рефинансирования инвестиций в жилищное строительство, то есть средством для краткосрочного восстановления финансовых вливаний в жилые объекты, которые приобретаются на рынке посредством ипотеки. При этом ценные бумаги поддерживают стабильность рефинансирования ипотечного строительства за счет того, что возврат денежных средств инвестору осуществляется в сроки меньшие, нежели сроки погашения суммы ипотечного кредита.
Отношения, возникающие по поводу ипотечных ценных бумаг, различаются на эмиссию, выдачу, обращение таких бумаг и исполнение обязательств по ним. На территории Российской Федерации все перечисленные виды отношений по поводу любых ипотечных ценных бумаг, за исключением закладных, регулируются посредством Федерального закона от 11 ноября 2003 г. № 152-ФЗ «Об ипотечных ценных бумагах».

## Назначение ипотечных ценных бумаг
Назначение ипотечных ценных бумаг состоит в минимизации рисков несвоевременного возврата заёмных средств при инвестировании в ипотечное строительство, осуществляемой по механизму секьюритизации (от англ. securities ― ценные бумаги). Сущность механизма секьюритизации заключается в процедуре преобразования долговых обязательств, связанных с рефинансированием, в бумаги, обладающие приемлемым обеспечением и сравнительно высокой ликвидностью.
Процедурная сторона секъюритизации состоит в реализации одной из двух тактик. В первом случае имеет место выпуск кредитными организациями, осуществляющими ипотечное кредитование, обеспеченных ценных бумаг. Во втором случае имеет место продажа ипотечными инвесторами долговых обязательств ипотечному агенту ― специализированной коммерческой организации, которая в конечном итоге осуществляет эмиссию обеспеченных ценных бумаг, поскольку обладает правом осуществлять эмиссию облигаций с ипотечным покрытием.
Применение ипотечных ценных бумаг в процессе рефинансирования ипотечного капитала осуществляется трояко. Законодательством предусмотрен выпуск банками, предоставляющими ипотечный кредит, облигаций с ипотечным покрытием. Но также возможна и уступка банками ипотечным агентам прав требований по кредитам (займам), обеспеченным ипотекой и/или закладными. И наконец, возможна уступка указанных прав требований управляющей компании в обмен на ипотечные сертификаты участия.

## Характеристики ипотечных ценных бумаг
Несмотря на различные виды ипотечных ценных бумаг, как правило, большинство ИЦБ обладают следующими общими характеристиками:
1) практически во всех случаях платежи, выплачиваемые держателям ИЦБ, являются периодическими. Чаще период бывает месячным, реже квартальным;
2) платежи от пула активов обычно состоят из двух частей: процентной (плата за пользование кредитами) и амортизационной (погашение кредитов). Амортизационные платежи могут быть плановыми или досрочными, полными или частичными;
3) плановая амортизация представляет собой постепенное погашение баланса по кредиту таким образом, что к концу срока ипотечного кредита баланс оказывается погашен, в отличие от корпоративных облигаций, когда в течение всего срока обращения облигации выплачивается только купон, а баланс (номинал) погашается по окончании срока;
4) досрочное погашение ИЦБ отражает тот факт, что в большинстве случаев заемщик по ипотечному кредиту имеет право на частичную или полную досрочную выплату кредита, например, при продаже квартиры, составляющей залог по кредиту;
5) уровень доходности ипотечных облигаций как долгового инструмента зависит от уровня риска невыплат, а также срока обращения. Риск невыплат по ипотечной облигации, в свою очередь, напрямую связан с её обеспечением. Обеспечение недвижимостью и гарантией государства по ипотечным облигациям предполагает, что они будут менее рискованными (и доходными), чем корпоративные облигации, но при этом более доходными, чем государственные.
Недостатками ипотечных ценных бумаг являются:
- низкая ликвидность
- наличие риска досрочного погашения (prepayment risk), который не позволяет точно определить дюрацию и уровень дохода.

Ключевыми преимуществами ипотечных ценных бумаг являются:
- надежность
- прозрачность
- доступность
- долгосрочность

Подавляющее большинство ИЦБ имеют очень высокий кредитный рейтинг. Причиной тому является не только обеспечение ИЦБ в виде залога недвижимости. Каждый эмитент прилагает все усилия, чтобы повысить кредитный рейтинг своих бумаг. Задача эмитента или организатора эмиссии ИЦБ — снизить кредитный риск секьюритизируемых активов, которому подвергаются держатели ИЦБ, и таким образом достичь более высокого, по сравнению с секьюритизируемыми активами, кредитного рейтинга облигаций. Немаловажным фактором является льготная система налогообложения доходов инвесторов, получаемых от вложений в ипотечные ценные бумаги: такова практика большинства стран.

## Ипотечное покрытие
Ипотечным покрытием принято называть права требования о возврате основной суммы долга и/или об уплате процентов по кредитным договорам и договорам займа, а также денежные средства, государственные ценные бумаги и недвижимое имущество в случаях, предусмотренных законодательством. Обращение взыскания на ипотечное покрытие осуществляется только в судебном порядке.
Требование, которое входит в ипотечное покрытие, должно подтверждаться документально, в том числе посредством зарегистрированного договора об ипотеке, регистрации прав на недвижимое имущество (предмет ипотеки), кредитного договора или договора займа, закладной. Если требование обеспечено недвижимым имуществом, то последнее необходимо застраховать от риска утраты или повреждения в пользу кредитора на весь срок действия обязательства. Так как застраховать возможно лишь конкретное имущество, то замена предмета залога исключена. Перечисленные требования к ипотечному покрытию призваны обеспечить владельцам ипотечных ценных бумаг возврат их рыночной стоимости.
Это сумма средств, которые должны заплатить банку (кредитору) все его ипотечные заемщики по заключенным ими кредитным договорам, включая платежи по основному долгу и проценты. Этот показатель используется банком в качестве базы для расчетов возможного объёма эмиссии ипотечных ценных бумаг.

## Виды ипотечных ценных бумаг
К ипотечным ценным бумагам относятся: облигация с ипотечным покрытием и ипотечный сертификат участия.

### Облигации с ипотечным покрытием
Облигацией с ипотечным покрытием называется ценная бумага, исполнение обязательств по которой обеспечивается полностью или в части залогом ипотечного покрытия. Данная бумага выпускается как в документарной, так и бездокументарной формах. Главным образом на рынке обращаются жилищные облигации, то есть имеющие покрытием права требования, обеспеченные залогом жилого помещения. При этом жилищные облигации не могут быть обеспечены залогом недвижимого имущества, строительство которого не завершено.
Таким образом, отличительной чертой облигаций как вида ипотечных ценных бумаг является тот признак, что исполнение обязательств по такой облигации обеспечивается залогом ипотечного покрытия (вместо залога недвижимости), причём данное покрытие в большинстве случаев составлено обеспеченными ипотекой правами требования.
Отсюда вытекает, в частности, что для подтверждения входящего в состав ипотечного покрытия требования по обеспеченному ипотекой обязательству достаточно наличия закладной. Поэтому при нарушении обязательств, которые вытекают из таких облигаций (скажем, когда банк, эмитирующий ипотечные облигации, отказался от выплат по ним), владелец этих бумаг вправе обратить взыскание на ипотечное покрытие, каковое является предметом залога. Между тем залогодатель (собственник жилого помещения) несёт ответственность за неисполнение только своего обязательства, вытекающего из кредитного договора, обеспеченного ипотекой жилого помещения.
Размер обязательств по всем находящимся в обращении облигациям с ипотечным покрытием не должен превышать сумму ипотечного покрытия, что служит существенным условием защиты прав владельцев данных облигаций. При этом сумма обеспеченных ипотекой требований, входящих в ипотечное покрытие облигаций, не должна составлять менее 80 % номинальной стоимости выпускаемых облигаций. Вместе с тем основная сумма требований по договору займа или кредитному договору, обеспеченному ипотекой или закладной, не должна превосходить 80 % рыночной стоимости недвижимого имущества, составляющего предмет ипотеки и оцененного независимым оценщиком.
Эмиссия облигаций с ипотечным покрытием может осуществляться исключительно кредитными организациями и ипотечными агентами, в роли которых выступают специализированные коммерческие организации (акционерные общества), основным видом деятельности которых является приобретение прав требований и выпуск ипотечных облигаций. В последнем случае предоставивший ипотечный кредит банк уступает права требований, вытекающих из кредитного договора, ипотечным агентам, что также рассматривается в качестве направления рефинансирования ипотечного капитала, поскольку этот капитал пополняется в кратчайшие сроки за счёт быстрого возврата сумм ипотечных кредитов (за исключением процентов, оговоренных в соглашении между банком и ипотечным агентом).

### Ипотечные сертификаты участия
Ипотечный сертификат участия представляет собой именную ценную бумагу без номинальной стоимости, удостоверяющую долю её владельца в праве общей собственности на ипотечное покрытие, а также право требовать от выдавшего её лица надлежащего доверительного управления ипотечным покрытием и прочие права, предусмотренные законодательством и близкие к правам владельца инвестиционного пая. Ипотечные сертификаты участия, таким образом, выступают в роли инструмента обмена при передаче кредитной организацией прав требования, вытекающих из кредитных договоров, в доверительное управление управляющей компании.
Выдавать ипотечные сертификаты участия вправе только коммерческая организация (акционерное общество), имеющая лицензию на осуществление деятельности по управлению инвестиционными фондами, паевыми инвестиционными фондами и негосударственными пенсионными фондами. Управление имущественным комплексом, составляющим ипотечное покрытие, осуществляется в интересах владельцев ипотечных сертификатов участия.
Кредитная организация, становящаяся владельцем ипотечного сертификата участия, обретает общую долевую собственность на ипотечное покрытие, находящееся в доверительном управлении. В эту долю входит пул имущества и обязательственных прав, который состоит из денежных требований, финансовых средств, ценных бумаг и недвижимости.
Владение, хранение и учёт составляющих ипотечного покрытия осуществляются в соответствии с компетенцией управляющим и специализированным депозитарием. Первый (управляющий) владеет, пользуется и распоряжается ипотечным покрытием в интересах владельцев ипотечных сертификатов участия. Второй (депозитарий) осуществляет контроль над деятельностью управляющего путём ведения реестра ипотечного покрытия.

## Ипотечные ценные бумаги в России

### Конец XIX — начало XX века

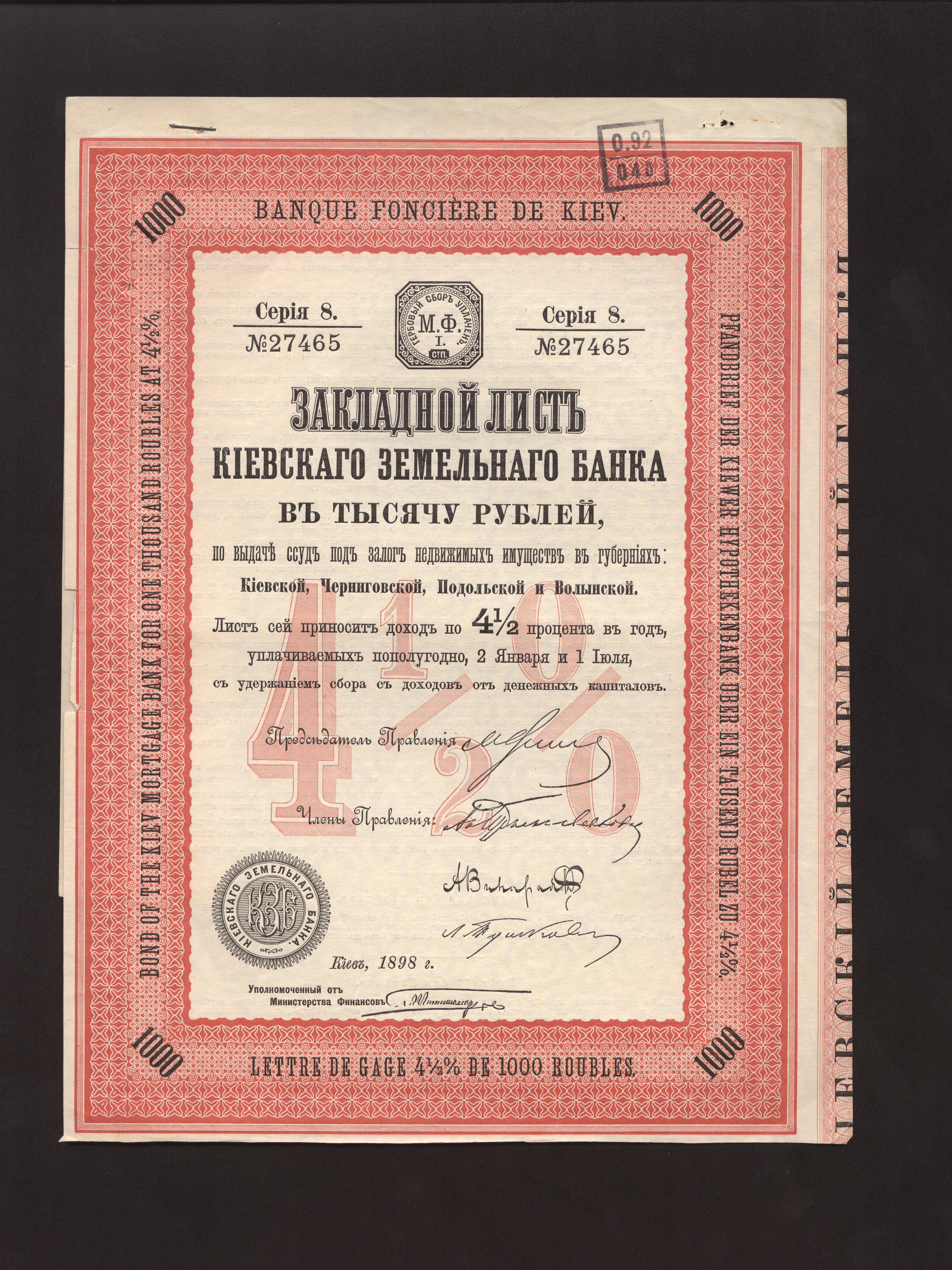
Закладной лист Киевского земельного банка. 1898 год

В Российской империи ипотечные ценные бумаги — закладные листы, акции и облигации земельных банков — считались надежными ценными бумагами. В конце 1860-начале 1870 годов появились закладные листы акционерных земельных банков. Вначале они не пользовались большим спросом, так как отсутствовал ипотечный закон. Даже закладные листы, приносящие 6 % дохода, продавались без особого ажиотажа. Когда люди делали заем в банке, они получали закладные листы вместо наличных денег. При номинале закладных листов в 100 рублей, их биржевая цена составляла 72 рубля из-за их большого количества на бирже.
Уровень ликвидности закладных листов был высоким, потому что этот вид ценных бумаг был обеспечен земельной недвижимостью. Собственники закладных листов получали прибыль по купонным листам.
В 1870-х годах банки приобрели закладных листов на сумму свыше 2 миллионов рублей, но из-за их низкого спроса не могли их реализовать. Для урегулирования этой ситуации ситуации, был создан проект Центрального банка для ипотечного кредитования. 3 апреля 1873 года утвердили его устав. На европейских рынках было размещено закладных листов на сумму 15,3 миллиона рублей. Но в это время в Вене начался биржевой крах, что помешало выпуску второй серии закладных листов. На отечественном рынке курс закладных листов снизился до 77 % номинала. К началу 1874 года курс закладных листов перестал падать. Этот тип ценных бумаг был обеспечен земельной недвижимостью и к нему присутствовал интерес европейских инвесторов. Закладные листы стали размещаться на бирже в Лондоне, сумма подписок достигла 1,68 миллиона фунтов. Против таких тенденций выступала одна из английских газет, которая отмечала, что обеспечением облигаций земельных банков являются только заложенные имения.
В период 1874—1875 годов на российском рынке закладные листы ещё не пользовались спросом у покупателей. Существовали квоты на выпуск закладных листов, но некоторые земельные банки даже не выпускали закладные листы в достаточном количестве.
Если человек хотел получил в банке кредит под залог своей земли, 1 % от получаемой суммы он платил банку за оказание услуг. Остальная сумма выдавалась ему 6 % закладными листами. Их стоимость колебалась от 78 до 90 рублей. Он должен был заплатить куртаж и комиссию в размере 0,25 %. Заемщик, фактически получал сумму намного меньше, чем ту, что он оформлял в банке. До момента погашения долга заемщик также выплачивал проценты.
Земельные банки чаще размещали закладные листы на бирже, чем напрямую выдавали клиентам. Устав Херсонского земельного банка был утвержден в конце весны 1864 года. Банк выпускал 5,5 % закладные листы, выдавал кредиты под залог земли сроком на 35 лет, под 6 %. В начале XX века стал выпускать облигации. В 1871 году стал работать Харьковский земельный банк, в 1872 году — Санкт-Петербургско-Тульский. Государственный дворянский земельный банк был основан в 1885 году, он занимался выдачей кредитов под залог земли при помощи закладных листов. Выигрышный облигационный 5 % заем на 80 миллионов рублей был выпущен в 1889 году. В 1890-х годах ипотечные ценные бумаги стали котироваться высоко: 4,5 % бумаги в диапазоне — 94 %-99,5 %, а 5 % — в диапазоне — 99,5 % — 102,5 %. В 1899—1902 годах курсы ценных ипотечных бумаг стали падать. Эта тенденция была связана сразу с несколькими факторами, одним из которых стало принятие закона в июне 1898 года, согласно которому учреждения долгосрочного кредита могли погашать закладные листы путем их покупки на бирже вместо погашения тиражей. В апреле 1892 года был издан закон, которым права акционерных земельных банков по выдаче городских кредитов были ограничены — выпуск закладных листов сократился, а их курс ненадолго перестал падать. Нестабильная ситуация и русско-японская война способствовали дальнейшему падению курса ипотечных бумаг. В 1910 году курс ипотечных бумаг стал повышаться, но затем вновь упал.
По состоянию на 1 января 1912 года, общая стоимость ценных ипотечных бумаг, номинированных в рублях, составила 4650,8 миллионов рублей. Общая стоимость ипотечных бумаг, номинированных в немецких марках, составила 5893,6 миллионов немецких марок. Курс акций земельных банков рос. По состоянию на 1914 год, общая сумма ценных бумаг земельных банков составляла 5300 миллионов рублей. Самыми распространенные были 5 % ипотечные облигации Государственного крестьянского поземельного банка. Они котировались на биржах Варшавы, Риги, Санкт-Петербурга, Киева, Харькова, Одессы, Москвы.

### XXI век
На российском финансовом рынке ипотечные ценные бумаги появились 11 ноября 2003 года в связи с вступлением в силу Федерального закона от «Об ипотечных ценных бумагах». Закон определил два вида ипотечных ценных бумаг: облигации с ипотечным покрытием, ипотечный сертификат участия. Для большинства инвесторов ипотечные ценные бумаги в России привлекательны не доходностью, а ликвидностью и надежностью. Этот финансовый инструмент представляет интерес для тех, кто желает вложить свои средства для получения гарантированного дохода, например, страховым компаниям, пенсионным фондам и другим потенциальным инвесторам
Первые ипотечные ценные бумаги были выпущены ОАО "Ипотечная специализированная организация ГПБ-Ипотека. Организатором выпуска этих ИЦБ стал Газпромбанк, который также взял на себя функции спецдепозитария и платежного агента. Позже рублевые облигации с ипотечным покрытием выпустило ОАО «АИЖК».
В 2011 г. объём эмиссии ипотечных ценных бумаг составил 46 млрд руб.
Сделок секьюритизации ипотеки пока проведено не так много. Начиная с 2006 года по 2012 год, состоялось всего 16 внутренних сделок секьюритизации российских ипотечных активов на сумму более 122 млрд руб. и 13 трансграничных сделок на сумму более 61 млрд руб., отмечает Семеняка. При этом АИЖК провело шесть сделок на сумму 59,2 млрд руб., ВТБ и ВТБ24 — шесть сделок на 45,3 млрд руб., ГПБ Ипотека — четыре сделки на сумму 22,8 млрд руб. У банка DeltaCredit состоялось две сделки на сумм 10,8 млрд руб., у банка «Юникредит» и «Возрождение» — по одной сделке на сумму в 5 млрд руб. и 4,1 млрд руб. соответственно.